# Humanismo

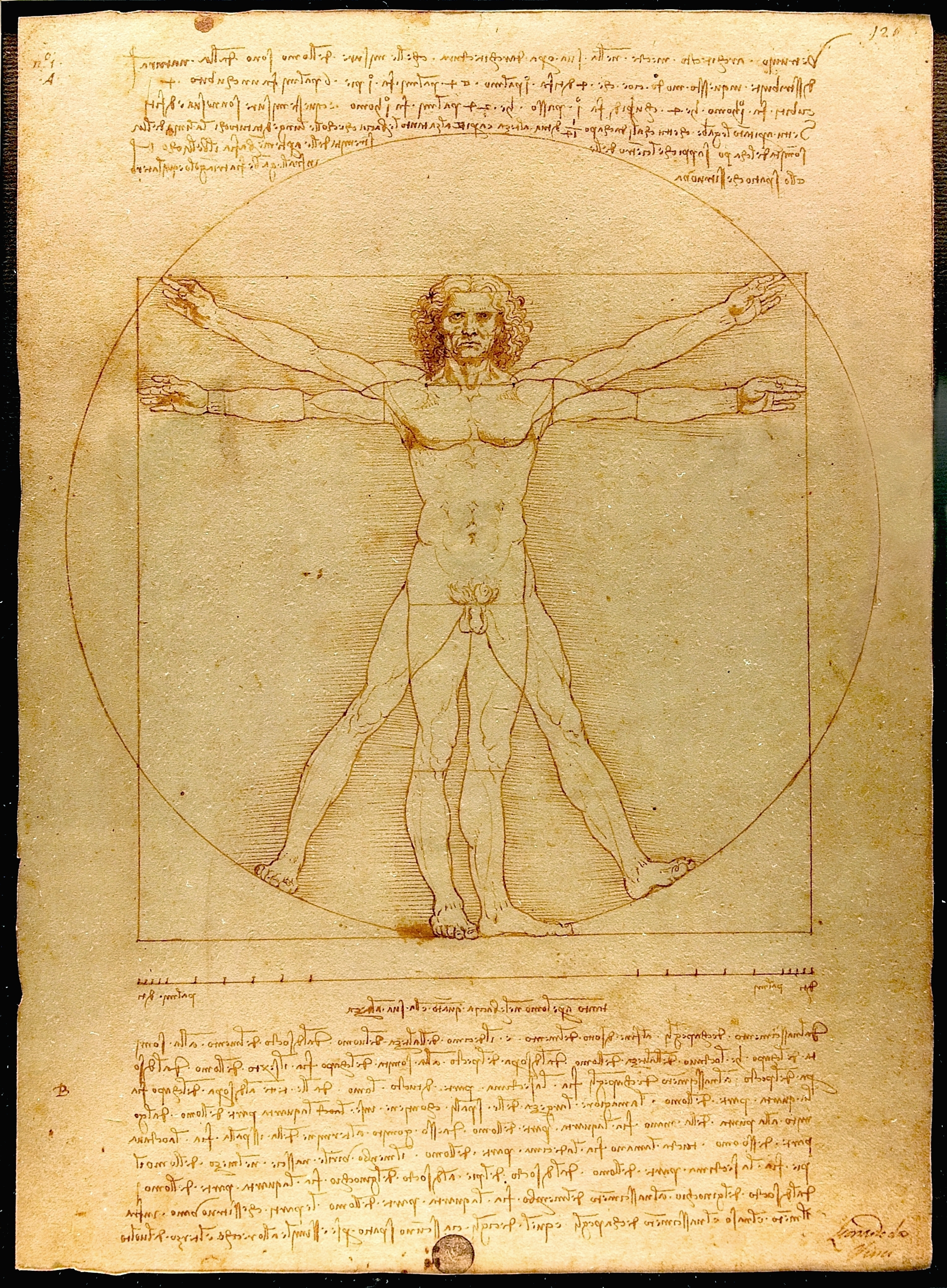
Homem Vitruviano (c. 1490) de Leonardo da Vinci

O humanismo é uma postura de vida democrática e ética, que afirma que os seres humanos têm o direito e a responsabilidade de dar sentido e forma às suas próprias vidas. É uma perspectiva comum a uma grande variedade de posturas morais que atribuem a maior importância à dignidade, aspirações e capacidades humanas, particularmente a racionalidade. Embora a palavra possa ter diversos sentidos, o significado filosófico contemporâneo destaca-se por contraposição ao apelo ao sobrenatural ou a uma autoridade superior.
O significado do termo "humanismo" mudou de acordo com os sucessivos movimentos intelectuais que com ele se identificaram. Durante a Renascença italiana, obras antigas inspiraram os estudiosos italianos, dando origem ao movimento do humanismo renascentista. Durante a Era do Iluminismo, os valores humanísticos foram reforçados pelos avanços da ciência e da tecnologia, dando confiança aos humanos na sua exploração do mundo. No início do século XX, organizações dedicadas ao humanismo floresceram na Europa e nos Estados Unidos e, desde então, expandiram-se por todo o mundo. No início do século XXI, o termo geralmente denota um foco no bem-estar humano e defende a liberdade, a autonomia e o progresso humanos. Vê a humanidade como responsável pela promoção e desenvolvimento dos indivíduos, defende a dignidade igual e inerente de todos os seres humanos e enfatiza a preocupação pelos seres humanos em relação ao mundo.
Desde o século XIX, o humanismo tem sido erroneamente associado ao anticlericalismo, quando na verdade se associa ao antropocentrismo renascentista e ao laicismo dos filósofos iluministas. A partir do século XX, os movimentos humanistas são tipicamente não religiosos e alinhados com o secularismo (humanismo secular). Mais frequentemente, o humanismo refere-se a uma visão não-teísta centrada na agência humana e a uma confiança na ciência e na razão, em vez de na revelação de uma fonte sobrenatural para compreender o mundo. Os humanistas tendem a defender os direitos humanos, a liberdade de expressão, as políticas progressistas e a democracia. Pessoas com uma visão de mundo humanista sustentam que a religião não é uma pré-condição da moralidade e se opõem ao excessivo envolvimento religioso com a educação e o Estado.
As organizações humanistas contemporâneas trabalham sob a égide da Humanistas Internacional. Associações humanistas bem conhecidas são a dos Humanistas do Reino Unido e a Associação Humanista Americana.

## Etimologia
A palavra "humanismo" deriva da palavra latina humanitas, que foi usada pela primeira vez na Roma antiga por Cícero e outros pensadores para descrever valores relacionados à educação liberal. Esta etimologia sobrevive no conceito universitário moderno de humanidades – artes, filosofia, história, literatura e disciplinas relacionadas. A palavra reapareceu durante o Renascimento italiano como umanista. A palavra "humanista" foi usada para descrever um grupo de estudantes de literatura clássica e aqueles que defendiam uma educação clássica.
Em 1755, no influente A Dictionary of the English Language, de Samuel Johnson, a palavra "humanista" é definida como filólogo ou gramático, derivado da palavra francesa humaniste. Em uma edição posterior do dicionário, o significado "um termo usado nas escolas da Escócia" foi adicionado. Na década de 1780, foi utilizada na teologia por Thomas Howes, que foi um dos muitos oponentes de Joseph Priestley durante as célebres disputas unitaristas. Por causa dos diferentes significados doutrinários de unitariano e unitarismo, Howes usou "as denominações mais precisas de humanistas e humanismo" ao se referir a aqueles como Priestley "que mantêm a mera humanidade de Cristo". Esta origem teológica do humanismo é considerada obsoleta.
No início do século XIX, o termo humanismus foi usado na Alemanha com diversos significados e a partir daí voltou a repercutir em outros idiomas com duas denotações distintas; um termo acadêmico ligado ao estudo da literatura clássica e outro de uso mais comum que significava uma abordagem não religiosa da vida contrária ao teísmo. É provável que o teólogo bávaro Friedrich Immanuel Niethammer tenha cunhado o termo humanismus para descrever o novo currículo clássico que planejava oferecer nas escolas secundárias alemãs. Logo, outros estudiosos como Georg Voigt e Jacob Burckhardt adotaram o termo. No século XX, a palavra foi ainda mais refinada, adquirindo o seu significado contemporâneo de uma abordagem naturalista da vida e com foco no bem-estar e na liberdade dos humanos.

## Definição
Não existe uma definição única e amplamente aceita de humanismo, e os estudiosos deram significados diferentes ao termo. Para o filósofo Sidney Hook, escrevendo em 1974, os humanistas se opõem à imposição de uma cultura em algumas civilizações, não pertencem a uma igreja ou religião estabelecida, não apoiam ditaduras e não justificam o uso da violência para reformas sociais. Hook também disse que os humanistas apoiam a erradicação da fome e melhorias na saúde, habitação e educação. Na mesma coleção editada, o filósofo humanista H. J. Blackham argumentou que o humanismo é um conceito que se concentra na melhoria das condições sociais da humanidade, aumentando a autonomia e a dignidade de todos os seres humanos. Em 1999, Jeaneane D. Fowler disse que a definição de humanismo deveria incluir a rejeição da divindade e uma ênfase no bem-estar e na liberdade humanos. Ela também observou que há uma falta de sistema de crenças ou doutrina partilhada, mas que, em geral, os humanistas visam a felicidade e a autorrealização.
Em 2015, o proeminente humanista Andrew Copson tentou definir o humanismo da seguinte forma:
- O humanismo é naturalista na sua compreensão do universo; a ciência e a livre investigação nos ajudarão a compreender mais sobre o universo.
- Esta abordagem científica não reduz os humanos a nada menos que seres humanos.
- Os humanistas dão importância à busca de uma vida autodefinida, significativa e feliz.
- O humanismo é moral; a moralidade é uma maneira de os humanos melhorarem suas vidas.
- Os humanistas se envolvem em ações práticas para melhorar as condições pessoais e sociais.[23]

De acordo com a União Humanista e Ética Internacional:
"O humanismo é uma postura de vida democrática e ética, que afirma que os seres humanos têm o direito e a responsabilidade de dar sentido e forma às suas próprias vidas. Representa a construção de uma sociedade mais humana através de uma ética baseada em valores humanos e outros valores naturais, no espírito da razão e na investigação livre através das capacidades humanas. Não é teísta e não aceita visões sobrenaturais da realidade."
Os dicionários definem o humanismo como uma visão de mundo ou postura filosófica. De acordo com o Dicionário Merriam Webster, humanismo é "... uma doutrina, atitude ou modo de vida centrado em interesses ou valores humanos; especialmente: uma filosofia que geralmente rejeita o sobrenaturalismo e enfatiza a dignidade, o valor e a capacidade de autorrealização de um indivíduo através da razão".

## História

### Antecessores
Traços de humanismo podem ser encontrados na filosofia grega antiga. Os filósofos pré-socráticos foram os primeiros filósofos ocidentais a tentar explicar o mundo em termos da razão humana e da lei natural, sem depender de mitos, tradições ou religião. Protágoras, que viveu em Atenas (c. 440 a.C.), apresentou algumas ideias humanistas fundamentais, embora apenas fragmentos de sua obra tenham sobrevivido. Ele fez uma das primeiras declarações agnósticas; de acordo com um fragmento: "Sobre os deuses não posso saber nem se eles existem, nem que não existem, nem de que tipo são em forma: pois muitas coisas me impedem de saber isso, sua obscuridade e a brevidade da vida do homem". Sócrates falou da necessidade do "conhecer a si mesmo"; seu pensamento mudou o foco da filosofia então contemporânea da natureza para os humanos e seu bem-estar. Ele foi um teísta executado por ateísmo, que investigou a natureza da moralidade pelo raciocínio. Aristóteles ensinou o racionalismo e um sistema de ética baseado na natureza humana que também é paralelo ao pensamento humanista. No terceiro século a.C., Epicuro desenvolveu uma filosofia influente e centrada no ser humano que se concentrava em alcançar a eudaimonia. Os epicuristas continuaram a teoria atomista de Demócrito – uma teoria materialista que sugere que a unidade fundamental do universo é um átomo indivisível. A felicidade humana, viver bem, a amizade e evitar excessos foram os ingredientes-chave da filosofia epicurista que floresceu dentro e fora do mundo pós-helênico. É uma opinião repetida entre os estudiosos que as características humanísticas do pensamento grego antigo são as raízes do humanismo 2.000 anos depois.
Outros movimentos antecessores que às vezes usam o mesmo vocabulário ou equivalente ao humanismo ocidental moderno podem ser encontrados na filosofia chinesa e suas religiões como o taoísmo e o confucionismo.
As traduções árabes da literatura grega antiga durante o califado abássida nos séculos VIII e IX influenciaram os filósofos islâmicos. Muitos pensadores muçulmanos medievais perseguiram o discurso humanístico, racional e científico na sua busca por conhecimento, significado e valores. Uma ampla gama de escritos islâmicos sobre amor, poesia, história e teologia filosófica mostram que o pensamento islâmico medieval estava aberto a ideias humanistas de individualismo, secularismo ocasional, ceticismo, liberalismo e liberdade de expressão; escolas foram estabelecidas em Bagdá, Basra e Isfahã.

### Renascimento

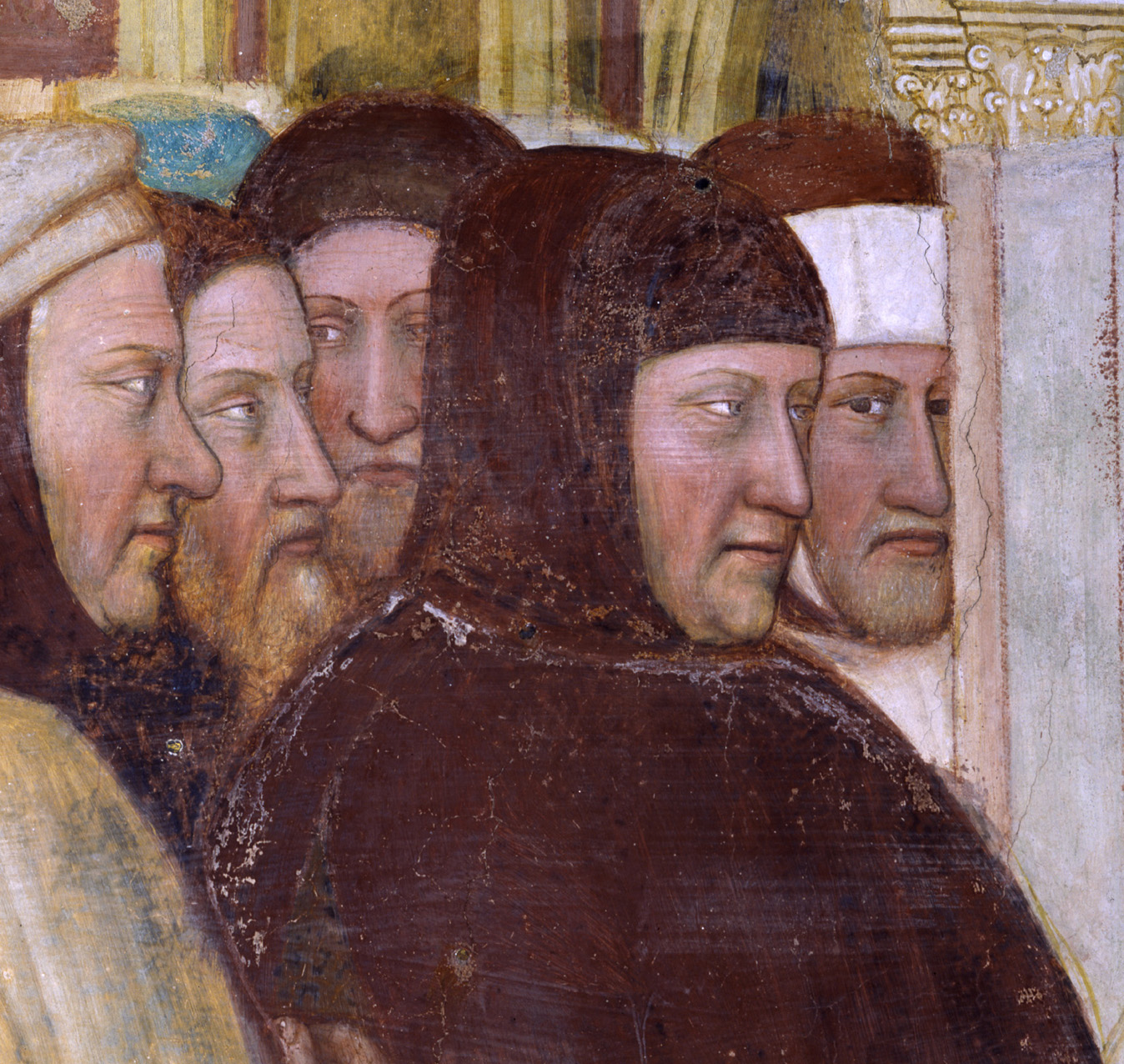
Retrato de Petrarca pintado por Altichiero em 1376

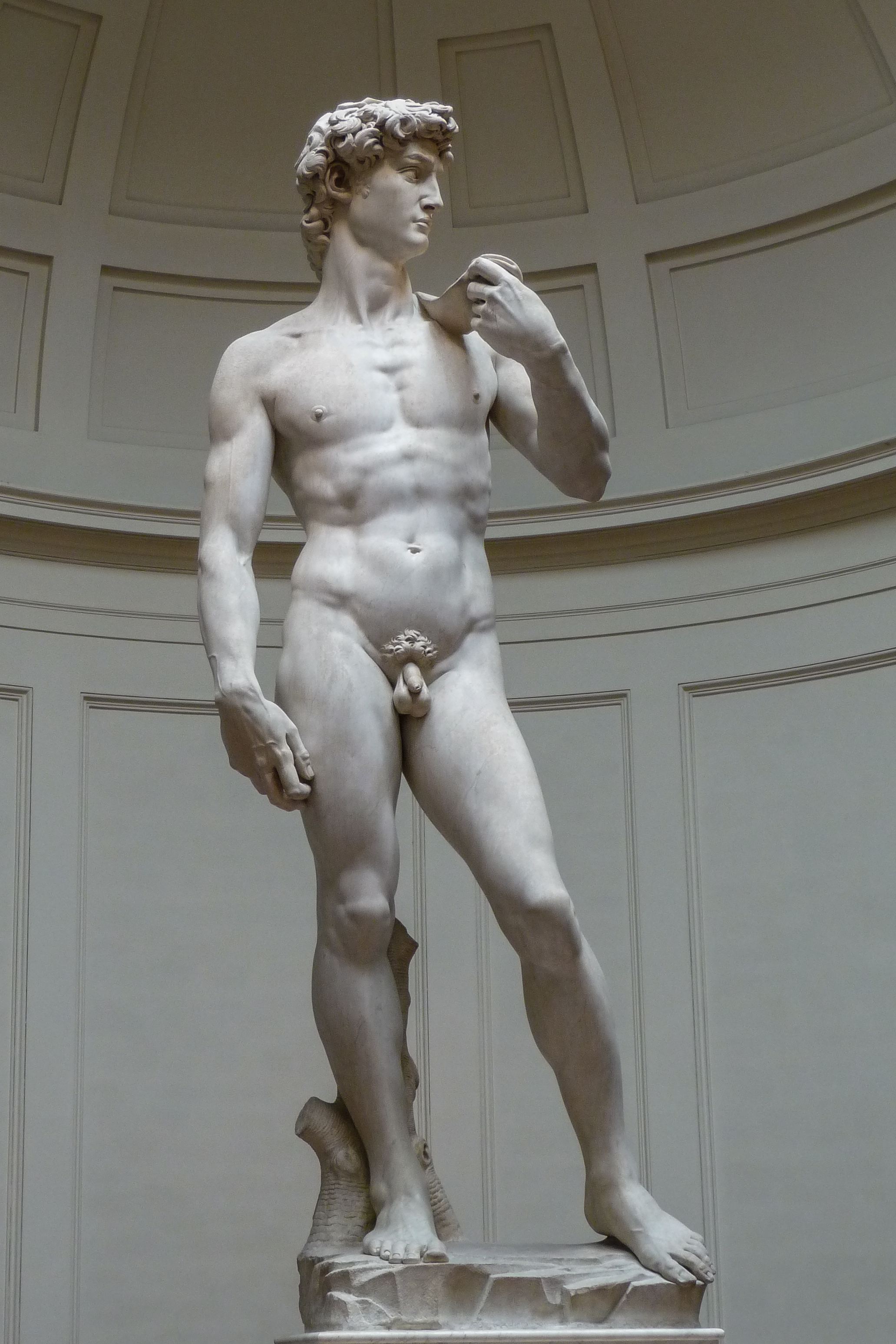
Davi de Michelangelo, 1501–1504. O trabalho artístico durante a Renascença ilustra a ênfase dada aos detalhes anatômicos dos humanos.

O movimento intelectual mais tarde conhecido como humanismo renascentista apareceu pela primeira vez na Itália e influenciou grandemente a cultura ocidental contemporânea e moderna. O humanismo renascentista surgiu na Itália e um interesse renovado pela literatura e pelas artes ocorreu na Itália do século XIII. Estudiosos italianos descobriram o pensamento grego antigo, particularmente o de Aristóteles, através de traduções árabes da África e da Espanha. Outros centros foram Verona, Nápoles e Avinhão. Petrarca, frequentemente referido como o pai do humanismo, é uma figura significativa. Petrarca foi criado em Avinhão; ele se inclinou para a educação desde muito jovem e estudou ao lado de seu pai bem-educado. O entusiasmo de Petrarca pelos textos antigos levou-o a descobrir manuscritos como Pro Archia, de Cícero, e De Chorographia, de Pompônio Mela, que foram influentes no desenvolvimento da Renascença. Petrarca escreveu poemas em latim como Canzoniere e De viris illustribus, nos quais descreveu ideias humanistas. Sua contribuição mais significativa foi uma lista de livros descrevendo as quatro disciplinas principais—retórica, filosofia moral, poesia e gramática—que se tornaram a base dos estudos humanísticos (studia humanitatis). A lista de Petrarca baseava-se fortemente em escritores antigos, especialmente Cícero.
O renascimento dos autores classicistas continuou após a morte de Petrarca. O chanceler e humanista de Florença, Coluccio Salutati, fez de sua cidade um centro proeminente do humanismo renascentista; seu círculo incluía outros humanistas notáveis—incluindo Leonardo Bruni, que redescobriu, traduziu e popularizou textos antigos. Os humanistas influenciaram fortemente a educação. Vittorino da Feltre e Guarino Veronese criaram escolas baseadas em princípios humanísticos; o seu currículo foi amplamente adotado e, no século XVI, apaideia humanística era a perspectiva dominante da educação pré-universitária. Paralelamente aos avanços na educação, os humanistas da Renascença fizeram progressos em áreas como filosofia, matemática e religião. Na filosofia, Angelo Poliziano, Nicolau de Cusa e Marsilio Ficino contribuíram ainda mais para a compreensão dos antigos filósofos clássicos e Giovanni Pico della Mirandola minou o domínio da filosofia aristotélica ao revitalizar o ceticismo de Sexto Empírico. Pico della Mirandola, que teve influência sobre o humanismo francês do século XVI, escreveu a Oração da Dignidade do Homem, que, embora fosse uma exaltação antropocêntrica atrelada ao discurso religioso teísta, enfatizava a autonomia e potencialidade de transformação do sujeito; serviu, assim, à construção moderna do conceito de dignidade humana, em uma transição que saía do antigo modelo cosmocêntrico.
Os estudos religiosos foram afetados pelo crescimento do humanismo renascentista quando o Papa Nicolau V iniciou a tradução de textos bíblicos hebraicos e gregos, e outros textos nessas línguas, para o latim contemporâneo.
Os valores humanistas se espalharam pela Itália no século XV. Estudantes e acadêmicos foram para a Itália estudar antes de retornarem às suas terras natais levando mensagens humanísticas. Editoras dedicadas a textos antigos foram estabelecidas em Veneza, Basileia e Paris. No final do século XV, o centro do humanismo mudou da Itália para o norte da Europa, sendo Erasmo de Roterdão o principal estudioso humanista. O efeito mais duradouro do humanismo renascentista foi o seu currículo e métodos educacionais. Os humanistas insistiram na importância da literatura clássica no fornecimento de disciplina intelectual, padrões morais e um gosto civilizado para a elite—uma abordagem educacional que alcançou a era contemporânea.

### Iluminismo
Durante a Era do Iluminismo, as ideias humanísticas ressurgiram, desta vez mais distantes da religião e da literatura clássica. A ciência e o intelectualismo avançaram e os humanistas argumentaram que a racionalidade poderia substituir o teísmo como meio de compreender o mundo. Valores humanísticos, como a tolerância e a oposição à escravatura, começaram a tomar forma. Novas ideias filosóficas, sociais e políticas surgiram. Alguns pensadores rejeitaram completamente o teísmo; e o ateísmo, o deísmo e a hostilidade à religião organizada foram formados. Durante o Iluminismo, Baruch Spinoza redefiniu Deus como significando a totalidade da natureza; Spinoza foi acusado de ateísmo, mas permaneceu em silêncio sobre o assunto. O naturalismo também foi promovido por proeminentes Enciclopedistas. O Barão d'Holbach escreveu o polêmico Sistema da Natureza, alegando que a religião foi construída sobre o medo e ajudou tiranos ao longo da história. Diderot e Helvétius combinaram seu materialismo com uma crítica política contundente.
Também durante o Iluminismo, a concepção abstrata de humanidade começou a se formar—um momento crítico para a construção da filosofia humanista. Os apelos anteriores aos "homens" agora se voltaram para o "homem" em geral; para ilustrar este ponto, o estudioso Tony Davies aponta para documentos políticos como Do Contrato Social (1762) de Rousseau, no qual diz "O homem nasce livre, mas está em toda parte acorrentado". Da mesma forma, Rights of Man, de Thomas Paine, usa a forma singular da palavra, revelando uma concepção universal de "homem". Paralelamente, o empirismo baconiano—embora não o humanismo em si—levou ao materialismo de Thomas Hobbes.
O estudioso J. Brent Crosson argumenta que, embora exista uma crença amplamente difundida de que o nascimento do humanismo foi apenas um assunto europeu, o pensamento intelectual da África e da Ásia também contribuiu significativamente. Ele também observa que durante o Iluminismo, o homem universal não abrangia todos os humanos, mas era moldado por gênero e raça. De acordo com Crosson, a mudança de homem para humano começou durante o Iluminismo e ainda está em andamento. Crosson também argumenta que o Iluminismo, especialmente na Grã-Bretanha, produziu não apenas uma noção de homem universal, mas também deu origem a ideias pseudocientíficas, como as sobre diferenças entre raças, que moldaram a história europeia.

### De Darwin à era atual
O filósofo francês Auguste Comte (1798-1857) introduziu a ideia—que às vezes é atribuída a Thomas Paine—de uma "religião da humanidade". De acordo com o estudioso Tony Davies, esta pretendia ser um culto ateu baseado em alguns princípios humanísticos e tinha alguns membros proeminentes, mas logo entrou em declínio. Mesmo assim, foi influente durante o século XIX, e seu humanismo e rejeição ao sobrenaturalismo são ecoados nas obras de autores posteriores como Oscar Wilde, George Holyoake—que cunhou a palavra secularismo—George Eliot, Émile Zola e E. S. Beesly. A Idade da Razão de Paine, juntamente com a crítica bíblica do século XIX aos hegelianos alemães David Strauss e Ludwig Feuerbach, também contribuíram para novas formas de humanismo.
Os avanços na ciência e na filosofia proporcionaram aos estudiosos outras alternativas à crença religiosa. A teoria da seleção natural de Charles Darwin ofereceu aos naturalistas uma explicação para a pluralidade das espécies. A teoria de Darwin também sugeria que os humanos são simplesmente uma espécie natural, contradizendo a visão teológica tradicional dos humanos como mais do que animais. Os filósofos Ludwig Feuerbach, Friedrich Nietzsche e Karl Marx atacaram a religião por vários motivos, e os teólogos David Strauss e Julius Wellhausen questionaram a Bíblia. Paralelamente, o utilitarismo foi desenvolvido na Grã-Bretanha através dos trabalhos de Jeremy Bentham e John Stuart Mill. O utilitarismo, uma filosofia moral, centra a sua atenção na felicidade humana, visando eliminar a dor humana e animal através de meios naturais. Na Europa e nos EUA, à medida que cresciam as críticas filosóficas às crenças teístas, grandes partes da sociedade distanciaram-se da religião. Sociedades éticas foram formadas, levando ao movimento humanista contemporâneo.
A ascensão do racionalismo e do método científico foi seguida no final do século XIX na Grã-Bretanha pelo início de muitas associações racionalistas e éticas, como a Sociedade Secular Nacional, a União Ética e a Associação de Imprensa Racionalista. No século XX, o humanismo foi promovido ainda mais pelo trabalho de filósofos como A. J. Ayer, Antony Flew e Bertrand Russell, cuja defesa do ateísmo em Why I Am Not a Christian popularizou ainda mais as ideias humanistas. Em 1963, a Associação Humanista Britânica evoluiu a partir da União Ética e fundiu-se com muitos grupos éticos e racionalistas menores. Noutras partes da Europa, as organizações humanistas também floresceram. Nos Países Baixos, a Aliança Humanista Holandesa ganhou uma ampla base de apoio após a Segunda Guerra Mundial; na Noruega, a Associação Humanista Norueguesa ganhou apoio popular.
Nos EUA, o humanismo evoluiu com a ajuda de figuras significativas da Igreja Unitarista. Começaram a aparecer revistas humanistas, incluindo The New Humanist, que publicou o Humanist Manifesto I em 1933. A União Ética Americana emergiu de sociedades éticas pequenas e recém-fundadas. A Associação Humanista Americana (AHA) foi criada em 1941 e tornou-se tão popular como algumas de suas homólogas europeias. A AHA se espalhou por todos os estados, e algumas figuras públicas proeminentes como Isaac Asimov, John Dewey, Erich Fromm, Paul Kurtz, Carl Sagan, e Gene Roddenberry tornaram-se membros. Organizações humanistas de todos os continentes formaram a União Humanista e Ética Internacional (IHEU), que hoje é conhecida como Humanistas Internacional, e promove a agenda humanista através das organizações das Nações Unidas UNESCO e UNICEF.

## Variedades de humanismo
Os naturalistas do início do século XX, que viam o seu humanismo como uma religião e participavam de congregações semelhantes a igrejas, usaram o termo "humanismo religioso". O humanismo religioso apareceu principalmente nos EUA e agora é raramente praticado. A Associação Humanista Americana surgiu do humanismo religioso. O mesmo termo tem sido usado por grupos religiosos como os quakers para descrever a sua teologia humanística.
O termo "humanismo renascentista" foi dado a uma tradição de reforma cultural e educacional realizada por chanceleres cívicos e eclesiásticos, colecionadores de livros, educadores e escritores que se desenvolveu durante o século XIV e início do século XV. No final do século XV, esses acadêmicos começaram a ser chamados de umanisti (humanistas). Embora as raízes do humanismo moderno possam ser atribuídas à Renascença, o humanismo da Renascença difere enormemente dele.
Outros termos que usam "humanismo" em seu nome incluem:
- Humanismo cristão: uma corrente histórica no final da Idade Média em que os estudiosos cristãos combinavam a fé cristã com o interesse pela antiguidade clássica e o foco no bem-estar humano.[71]
- Humanismo ético: sinônimo de cultura ética, teve destaque nos EUA no início do século XX e focou nas relações entre os humanos.[72]
- Humanismo científico: enfatiza a crença no método científico como um componente do humanismo conforme descrito nas obras de John Dewey e Julian Huxley; o humanismo científico é em grande parte sinônimo de humanismo secular.[73]
- Humanismo secular: cunhado em meados do século XX, foi inicialmente uma tentativa de desacreditar o humanismo, mas algumas associações humanistas abraçaram o termo.[74] O humanismo secular é sinônimo do movimento humanista contemporâneo.[75]
- Humanismo marxista: uma das várias escolas rivais do pensamento marxista que aceita princípios humanísticos básicos, como o secularismo e o naturalismo, mas difere de outras vertentes do humanismo devido à sua posição vaga sobre a democracia e à rejeição do livre arbítrio.[76]
- Humanismo digital: uma estrutura filosófica e ética emergente que procura preservar e promover os valores humanos, a dignidade e o bem-estar no contexto de rápidos avanços tecnológicos, particularmente no domínio digital.[77][78]

## Escola literária
Também há a escola literária chamada humanismo, que surgiu no século XIV, perdurando até o final do século XV, através do humanismo que surge o Renascimento. Nesse período, destacam-se as prosas doutrinárias, dirigidas à nobreza. Já as poesias, que eram cultivadas por fidalgos, utilizavam o verso de sete e de cinco silabas, respectivamente a redondilha maior e menor. Entre os autores dessa poesia palaciana, reunida no Cancioneiro Geral de Garcia de Resende, destacam-se Sá de Miranda, Bernardim Ribeiro, Jorge de Aguiar, João Roiz de Castel-Branco, Jorge d' Aguiar, Aires Teles, Gil Vicente, entre outros.